# Bačkovík
Bačkovík este o comună slovacă, aflată în districtul Košice-okolie din regiunea Košice. Localitatea se află la altitudinea de 269 m deasupra n.m., se întinde pe o suprafață de 4,18 km2 și în 2017 număra 567 de locuitori.

## Istoric
Localitatea Bačkovík este atestată documentar din 1329.

## Demografie
| An:                | 1994 | 2004    | 2014    | 2024 |
| ------------------ | ---- | ------- | ------- | ---- |
| Număr de persoane: | 367  | 411     | 516     | 645  |
| Diferență:         |      | +11,98% | +25,54% | +25% |

| An:                | 2023 | 2024   |
| ------------------ | ---- | ------ |
| Număr de persoane: | 624  | 645    |
| Diferență:         |      | +3,36% |